# Skanderbeggebirge
Das Skanderbeggebirge (albanisch Vargmalet e Skënderbeut), oft auch als Westliche Randketten (albanisch Vargmalet Perëndimore) bezeichnet, ist ein Küstenrandgebirge in Albanien, das sich mit einer Länge von rund 80 Kilometern von Vau-Deja im Norden bis fast nach Elbasan im Süden erstreckt. Es trennt die Küstenregionen in der nördlichen Hälfte Albaniens vom bergigen Innenland.
Das Gebirge fällt im Westen steil zur Küstenebene ab, die sich entlang der Adria hinzieht. Im Osten des Gebirgszugs liegen Hochländer – im Norden die Mirdita, im Süden die Berge von Martanesh – und das Becken von Mat. Der Gebirgszug wird im Norden vom Durchbruch des Drin begrenzt und auch vom Mat durchbrochen. Diverse andere Flüsse entspringen im Gebirgszug, durchbrechen aber die markanten äußeren Bergketten in tief eingeschnittenen Schluchten, so der Tirana-Fluss, die Tërkuza, die Zeza und die Droja, Zuflüsse des Ishëm, sowie der Erzen.
Der Name stammt vom Mali i Skënderbeut (1540 m ü. A.), einem nach dem mittelalterlichen albanischen Fürsten Skanderbeg benannten Berg. Die Bezeichnung wurde in der Folge auf immer weitere Gebiete ausgedehnt. Die höchste Erhebung ist der Mali me Gropa mit 1848 m ü. A.

## Geologie

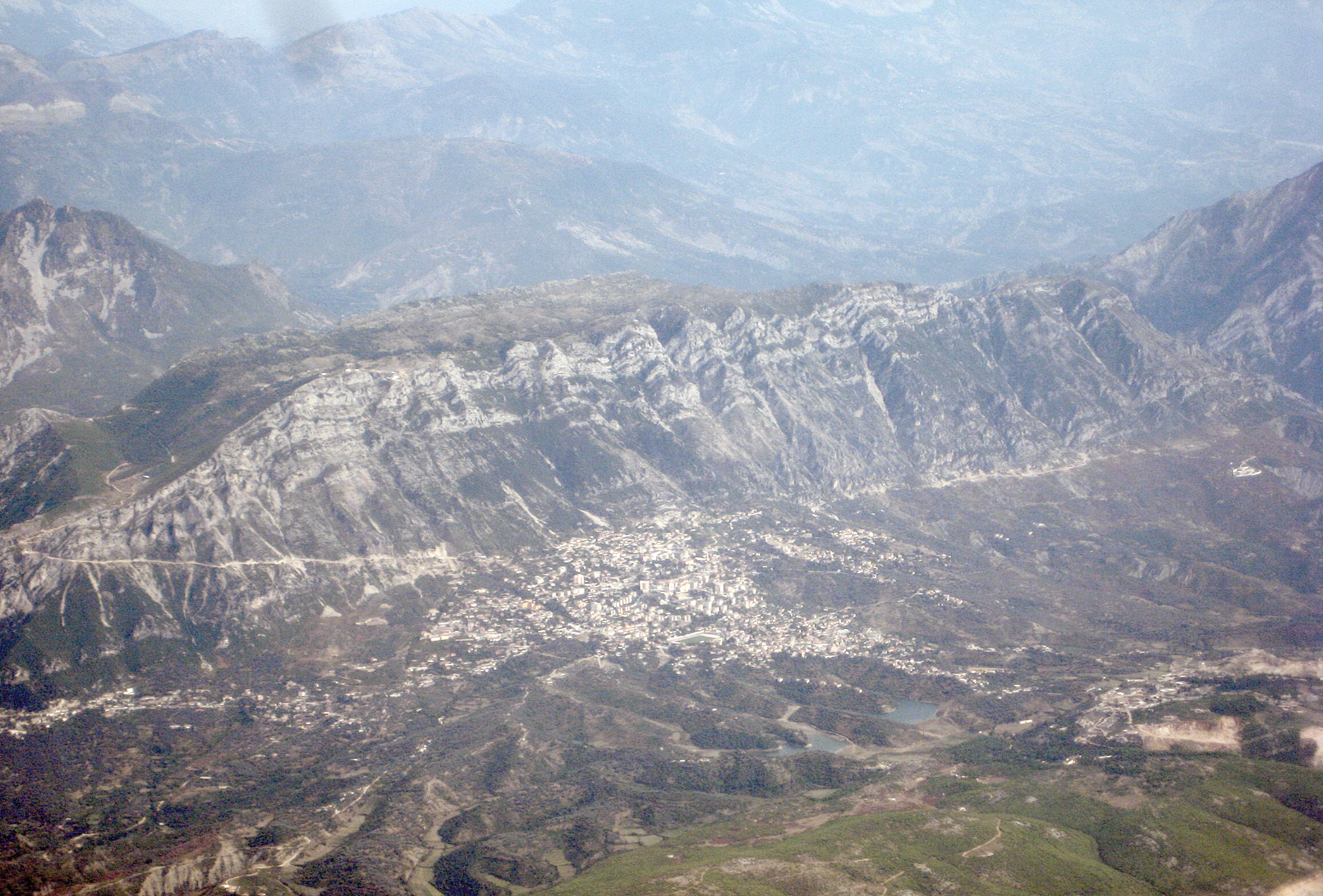
Kruja und Mali i Krujës

Das Gebirge liegt an einer Überschiebung, die sich von Nord nach Süd durch ganz Albanien zieht. Es ist durch starke Hebungen und Faltungen entstanden. Die Gipfelregionen bestehen aus Kalkstein (Nummulitenkalk, Krastakalk) und der untere Teil aus Flysch. Im Osten findet sich ultrabasisches Gestein. 
Der Kalk stammt mehrheitlich aus Trias-, Jura- und Kreidezeitalter.
Bei Krraba im Süden des Gebirges wurde von 1935 bis in die 1990er Jahre minderwertige Braunkohle gefördert.

## Gliederung
Nach einem ersten Teil im Norden verlaufen die Skanderbeg-Berge zweiteilig. Die westliche Kette mit Mali i Krujës und Dajti fällt steil zur Küstenebene ab. Sie wird auch Krujakette genannt. Weiter östlich verläuft die Kette mit Mali i Skënderbeut und Mali me Gropa. Dazwischen liegt der sich nach Süden weitende Villza-Korridor.

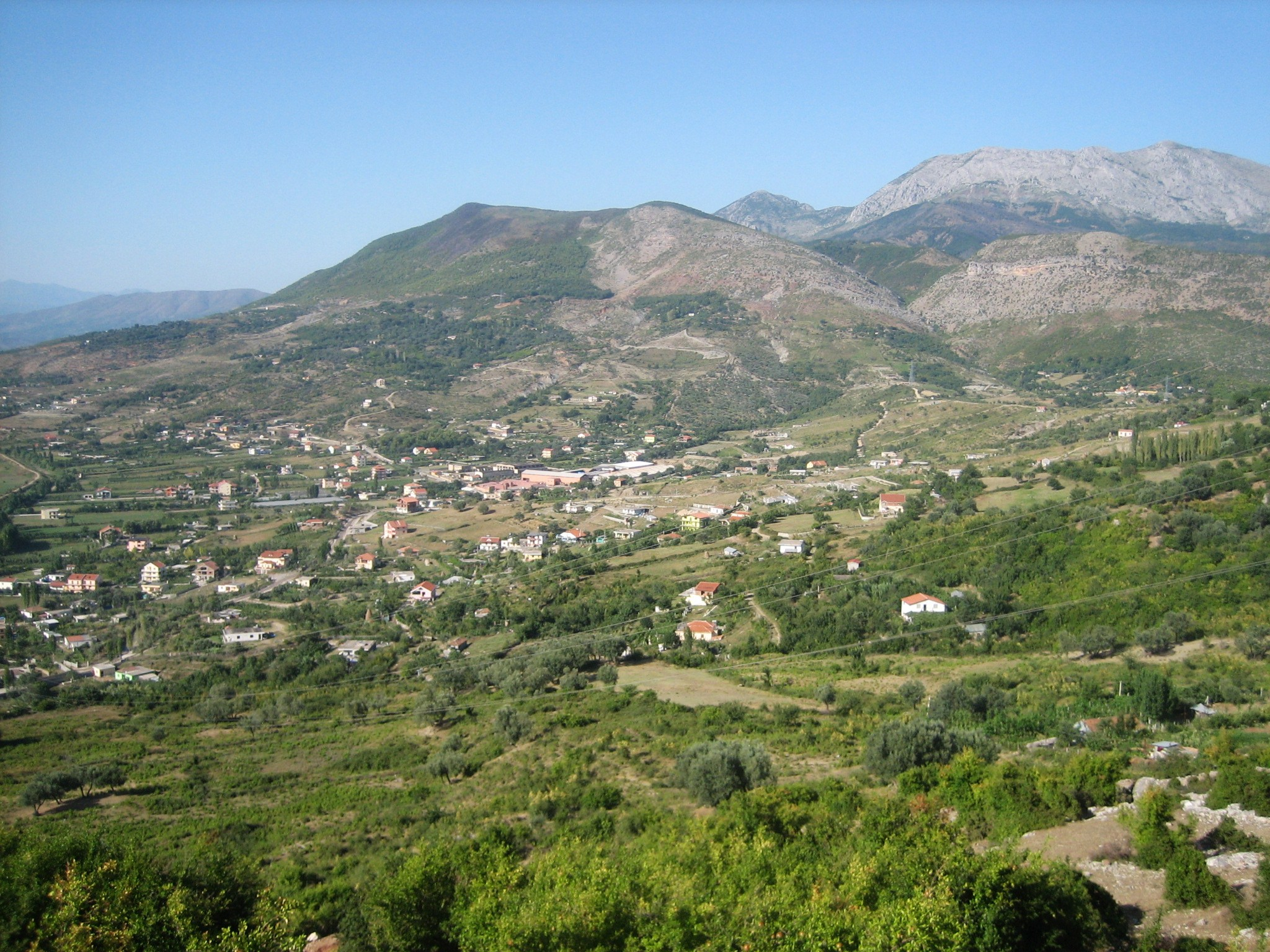
Blick von Lezha nach Nordosten zum Mali i Velës

### Nördlicher Abschnitt
Im nördlichsten Abschnitt südlich von Vau-Deja ist der Gebirgszug noch nicht allzu hoch, erreicht in der Maja e Shitës eine Höhe von 614 m ü. A. Über das nächste Dutzend Kilometer werden die Gipfel allmählich höher. Der Mali i Velës nordöstlich von Lezha ist bereits 1170 m ü. A. hoch. Südlich des Mali i Velës wird der Gebirgszug breiter, ist aber in der Folge auch weniger hoch. Nach Westen zweigt bei diesem Berg ein Arm ab, der aber bald nach Süden abknickt und in der Folge parallel zum anderen Strang verläuft.
Der Fluss Fan, aus der Mirdita kommend, durchzieht südlich des Mali i Velës das Gebirge in einem tieferen Abschnitt von Nordosten kommend und mündet in den Mat, der sich in engen Schluchten von Südosten kommend durchs Gebirge geschnitten hat. Es ist der erste große Durchbruch und der einzige Quer durchs ganze Gebirge.
Südlich des Mat gewinnt das Bergland wieder an Höhe. Bei Laç ändern die Ketten ihren Verlauf gegen Südosten.

### Krujakette

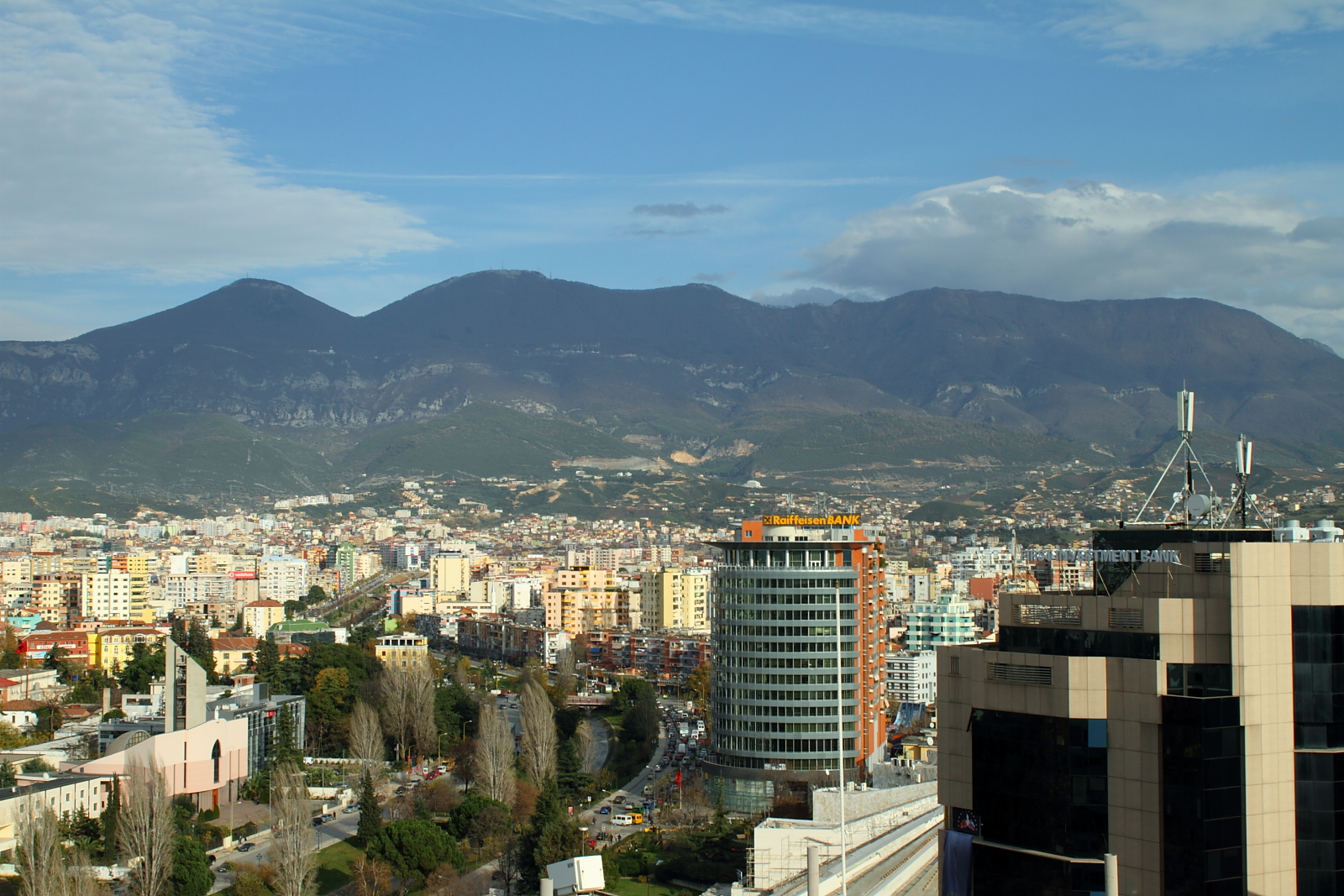
Dajti von Tirana aus gesehen

Die Krujakette beginnt ab dem Mat-Einschnitt, wird immer wieder von Bächen in einzelne Blöcke zerschnitten, steigt aber weniger rasch als die östlichere an. Erst der Mali i Krujës, an dessen Abhang die Stadt Kruja liegt, zählt zu den Eintausendern (1176 m ü. A.).
Die westliche Kette wird im weiteren Verlauf südlich von Kruja immer höher. Entsprechend tief eingeschnitten sind die Schluchten, die die Kette durchbrechen und sie in eine lange Reihe von Blöcken trennt. Höchster Berg ist der Dajti (1613 m ü. A.), Hausberg von Tirana, der rund 1500 Meter steil aus der Ebene aufsteigt. Der Dajti und einige Gipfel nördlich davon weisen eine Brandungsterrasse auf, die auf rund 1000 Meter angehoben wurde.
Südlich von Tirana erreicht die Kette diese Höhen nicht mehr. Nach dem Dajti folgen der Mali i Priskës (1365 m ü. A.) und eine Reihe von Bergen unter 900 m ü. A. Östlich von Krraba erreicht die Mali i Kalasë (auch Shkrepi i Gurit) nochmals 1091 m ü. A.
Beide Ketten verlieren im südlichsten Abschnitt gegen Elbasan ziehend, wo der Fluss Shkumbin aus den Bergen tritt, rasch an Höhe.

### Längsfurche

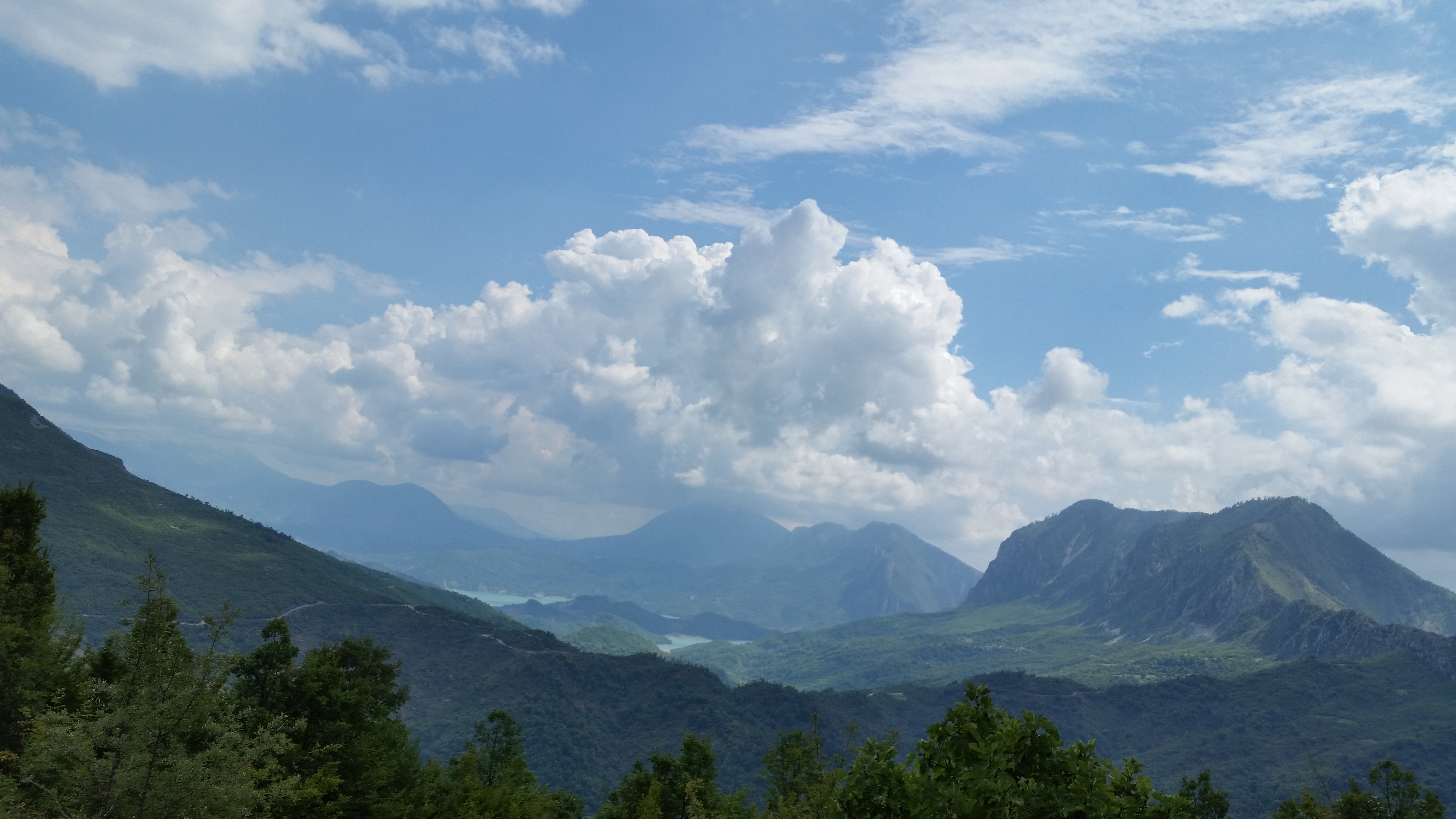
Blick durch die Längsfurche von Norden

Zwischen den beiden Ketten liegen im Flysch die fruchtbaren, waldreichen Hochtäler des Vilza-Korridors (albanisch Korridor i Vilzës). Die durch Pässe getrennten Abschnitte sind die Quellgebiete der die Krujakette durchbrechenden Flüsse: Die Droja im Norden, südlich davon die Zeza, Tërkuza, Tirana und der Erzen, dessen Becken besonders groß ist.

### Östliche Kette

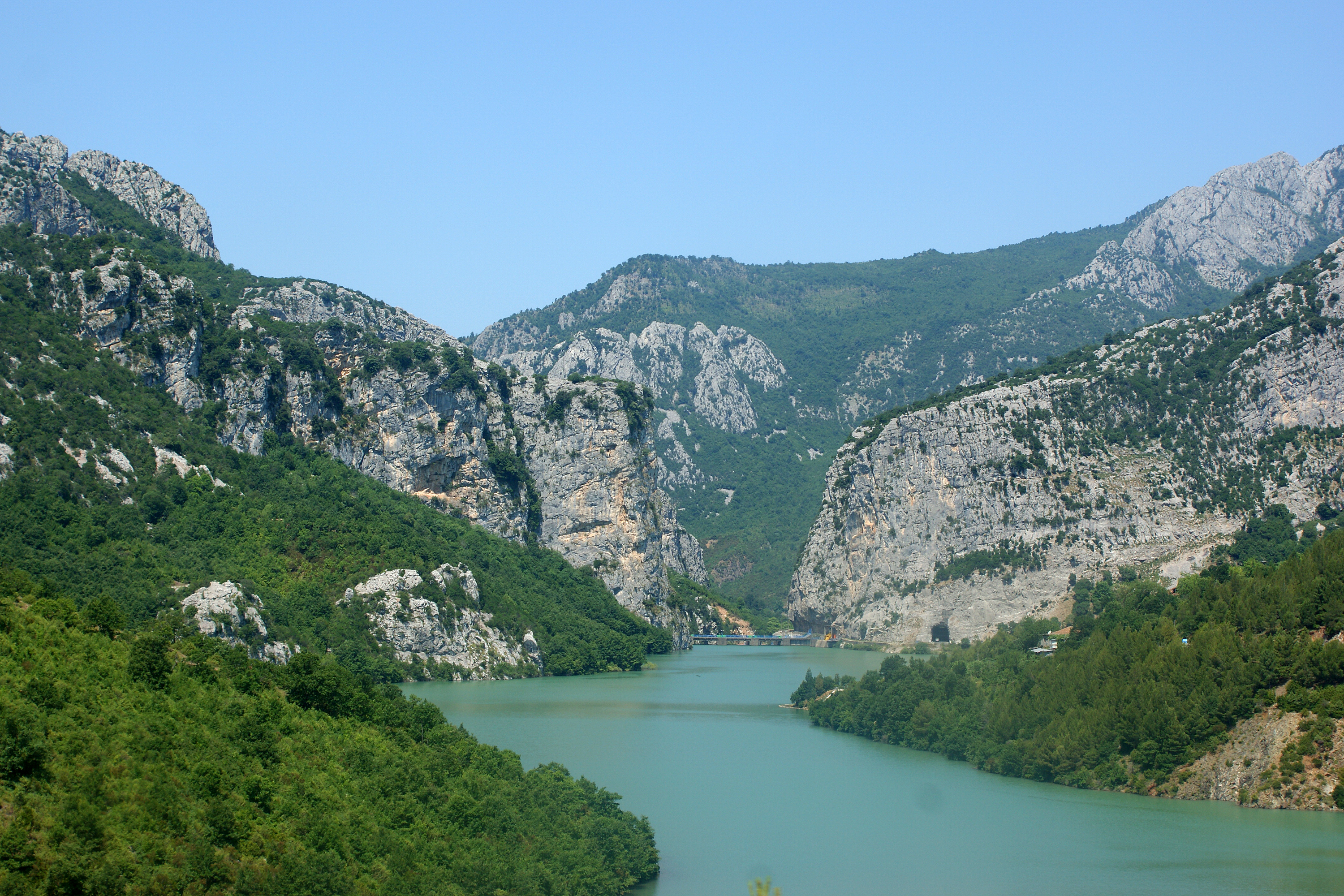
Mat-Durchbruch bei Shkopet mit Stausee

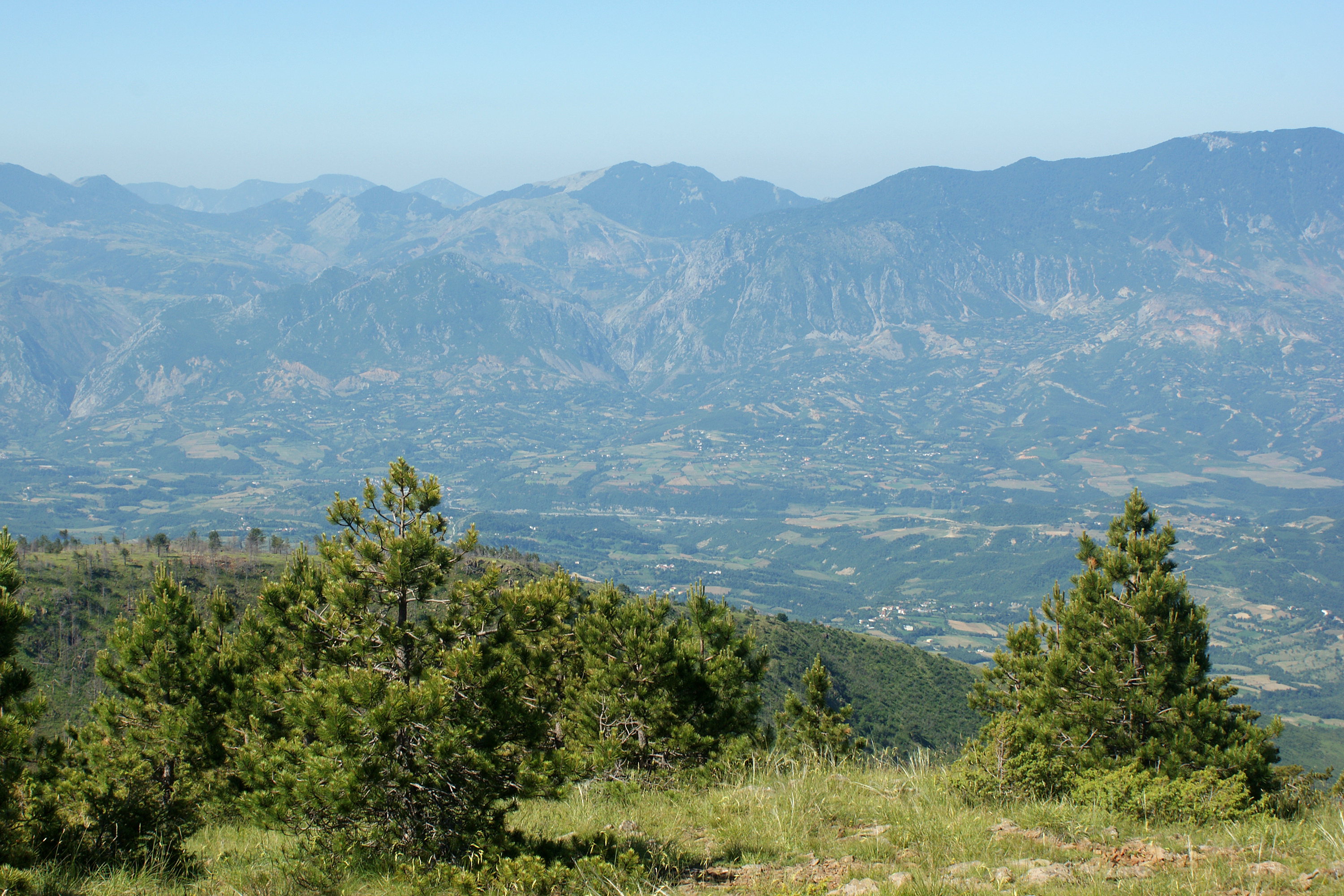
Die Ostseite der östlichen Kette

Herbert Louis bezeichnete mit Skanderbeg-Gebirge im Gegensatz zur Albanischen Akademie der Wissenschaften nur die östliche Kette. Diese bildet die Wasserscheide zwischen dem Mat im Osten und den die Küstenebene entwässernden Flüssen im Westen.
Nördliches Hauptmassiv der östliche Kette ist der Mali i Skënderbeut (Skanderbeg-Berg) westlich von Burrel. Er erreicht in der Maja e Skënderbeut (Skanderbeg-Spitze) 1540 m ü. A. und etwas weiter südlich in der Maja e Liqenit eine Höhe von 1724 m ü. A. Hier finden sich auch Glazialspuren und kleinere Gletscherseen. Südlich dieses Berges liegt der Shtama-Pass, wo eine Fahrstraße auf 1250 m ü. A. den Bergzug überwindet. Der Murriza-Pass noch weiter südlich, der früher vom Karawanenweg nach Dibra überwindet wurde, hat etwa die gleiche Höhe.
Ihr Kamm ist weniger deutlich und der Gebirgszug wird breiter. Zudem liegt östlich vorgelagert noch eine dritte Kette von einzelnen Erhebungen an, deren höchste die Maja e Sukës (1708 m ü. A.) ist.
Die Kette hält ihre Höhe. Östlich von Tirana liegt der Gebirgsblock Mali me Gropa (Berg mit Löchern), eine karge Karstlandschaft, die von unzähligen Dolinen durchsetzt ist und an die Mondoberfläche erinnert. Sie umfasst drei Felder von total 26 Quadratkilometern. Ihr höchster Punkt ist die Maja e Miçekut të Shënmërisë (1848 m ü. A.).
Im weiteren Verlauf sinken die Höhen wieder gegen 1000 Meter. Der Kettencharakter geht komplett verloren, und im Osten geht das Gebirge in die Berge von Martanesh und die Çermenika über, die ebenfalls im Bereich von 1000 bis 2000 Meter liegen.
Südlich des Shkumbin findet der Gebirgszug seine Fortsetzung in den Massiven des Mali i Polisit und des Mali i Shpatit.

## Natur

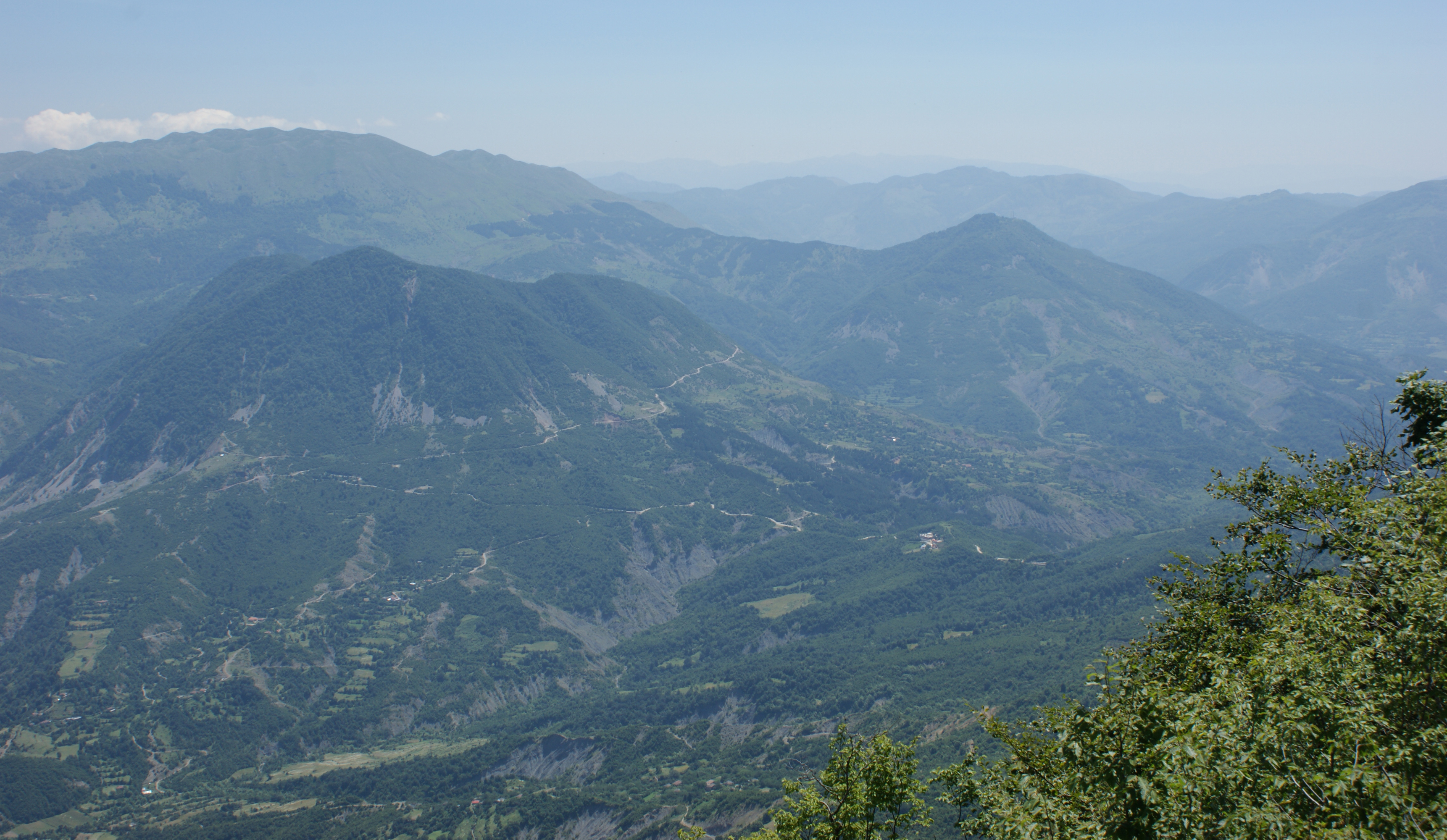
Bergwelt östlich des Dajtis

Die steil abfallende Krujakette bildet eine Grenze zwischen dem stark entwickelten Küstengebieten und dem Hinterland Albaniens. Große Teile des Gebirges östlich der Krujakette sind somit noch naturbelassen, kaum erschlossen und nur dünn besiedelt. Traditionell ist das Gebirge im unteren Teil von Eichenwäldern, in höheren Partien von Buchenwäldern bewachsen; auch Kiefern kommen vor. Die großen Wälder sind Rückzugsgebiete von Wildtieren wie Wildschwein (Sus scrofa), Wildkatze (Felis silvestris), Fuchs (Vulpes vulpes), Marder (Martes), Dachs (Meles meles) und seltener auch Rehe (Capreolus capreolus) und Braunbären (Ursus arctos).
Zwei Nationalparks schützten zusammen 312 Quadratkilometer Fläche. Der Nationalpark Dajti umfasst weite Gebiete bis hin zur östlichen Kette nördlich, östlich und südlich des gleichnamigen Berges. Nördlich angrenzend liegt der kleinere Nationalpark Qafë Shtama. Eine Gondelbahn führt von Tirana auf die Terrasse am Dajti als einfache Verbindung in den Nationalpark.
Während des Winters ist Schnee in Höhen von 1000 Metern normal. Mit zunehmendem Abstand zum Meer hält er länger und ist auch im Frühling noch zu sehen.

## Erschließung

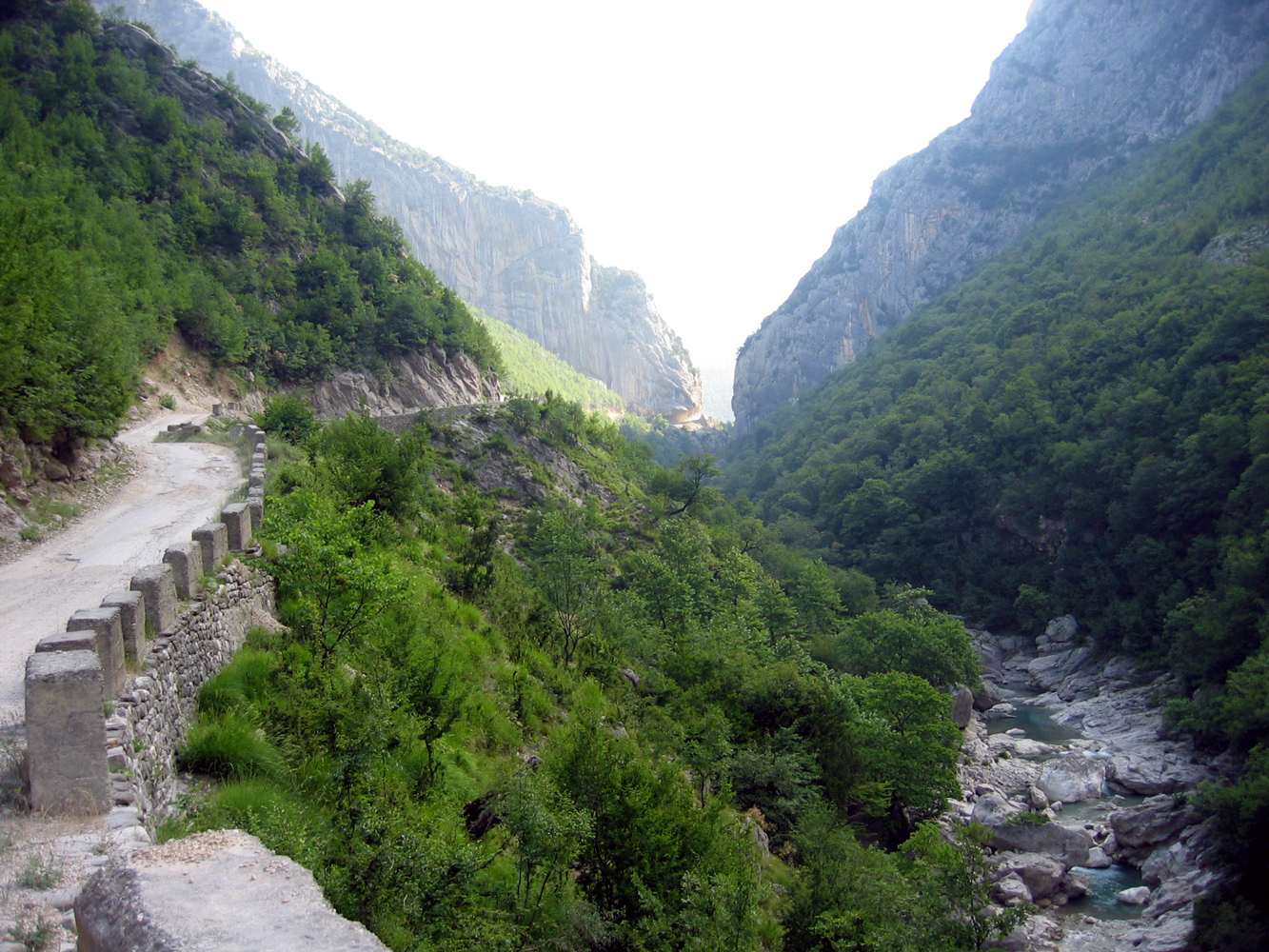
Shkalla e Tujanit, Schlucht nördlich des Dajti

In einem rund zwei Kilometer langen Tunnel unter dem Dajti wird Wasser von Quellen am Mali me Gropa nach Tirana geführt, das im 1951 fertiggestellten kleinen Kraftwerk V. I. Lenin zu Strom verwandelt und weiter für die Wasserversorgung der Hauptstadt verwendet wird.
Der Mat-Durchbruch war Standort der ersten großen Wasserkraftwerke Albaniens. Die engen Einschnitte wurden in den 1950ern zum Bau von zwei Stauanlagen genutzt, dem Ulza-Stausee und dem Shkopet-Stausee. Weiter südlich wurde später die Tërkuza aufgestaut. Das in den 1990ern fertiggestellte Bovilla-Reservoir dient der Wasserversorgung von Tirana.
Da viele der Durchbruchtäler sehr eng und steil sind, mussten sie früher oft umgangen werden. Ein traditioneller Karawanenweg von Tirana ins Mat-Tal führte an Nordhang des Dajti entlang durch die Shkalla e Tujanit und den Murriza-Pass durchs Gebirge. Der Übergang von Kruja nach Burrel über den Shtama-Pass wurde in den 1940ern von den Italienern zur einfachen Fahrstraße ausgebaut. Sie verlor aber an Bedeutung, als in den 1950er Jahren die SH 6 durch den Mat-Durchbruch gebaut wurde. Einzig das weite Tal des Fan mit dem Ort Rubik und der flächere nördlichere Teil des Gebirges waren besser zugänglich.
Aktuell im Bau ist die Rruga e Arbërit, eine neue Schnellstraße, die dem alten Karawanenweg von Tirana nach Osten folgt. Dies ist die erste moderne Straße ins Hinterland der Krujakette.

## Kultur

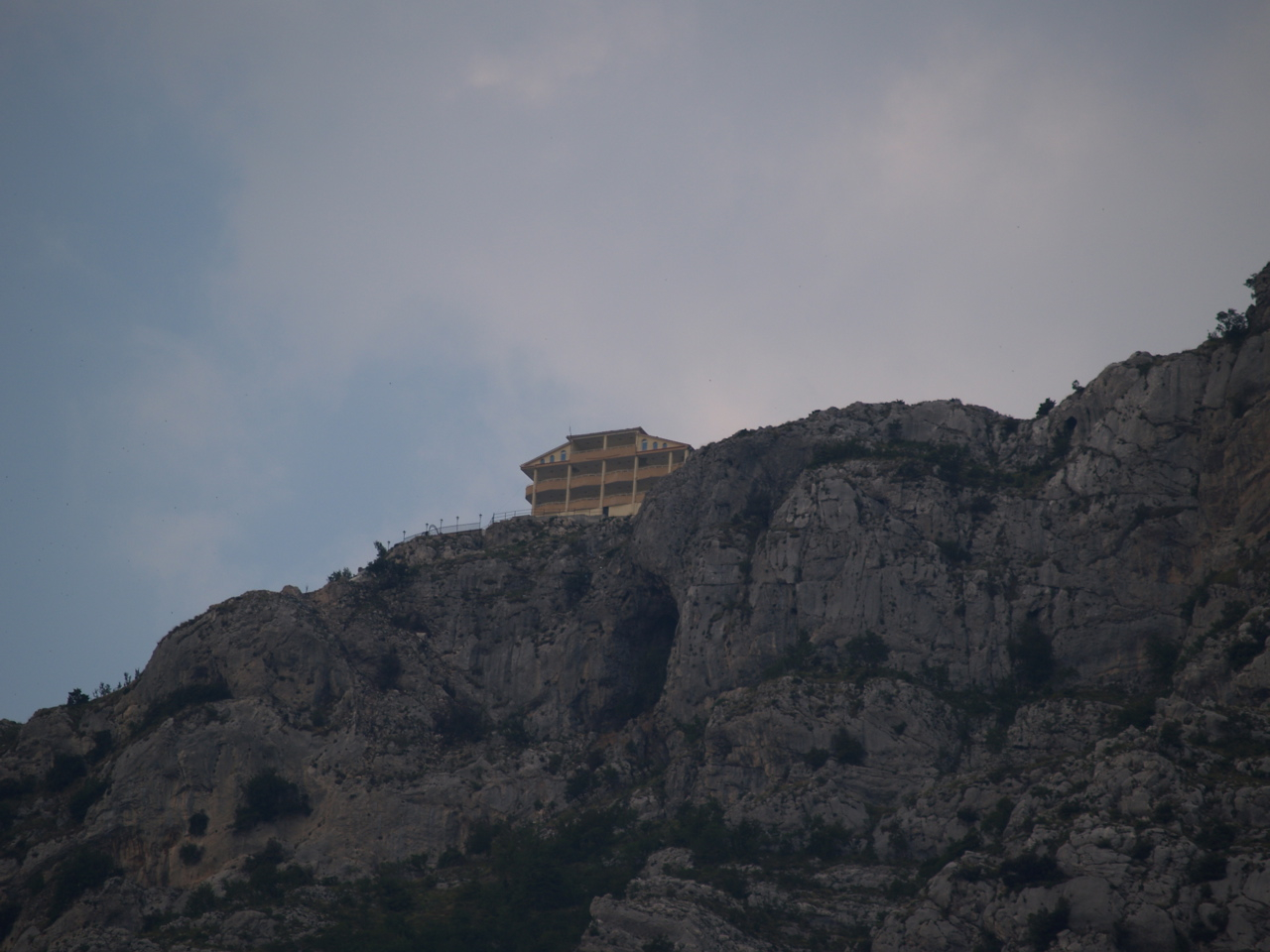
Sari Saltik, Pilgerstätte der Bektaschi

In der Erzen-Schlucht Gryka e Skronës südlich von Tirana befindet sich eine große Höhle, die in der Altsteinzeit bewohnt wurde. Am Dajti weisen Funde auch auf Besiedlung in der Altsteinzeit und in der Eisenzeit hin.
Kruja und die Berge rundherum waren Wirkungsgebiet des albanischen Fürsten Skanderbeg. Während seiner Kämpfe gegen die Osmanen im 15. Jahrhundert zog er sich immer wieder in die Berge zurück, um von dort aus die türkischen Truppen zu überfallen. Deswegen wurden wohl die Berge östlich von Kruja nach ihm benannt.
Bei Laç befindet sich eine alte Pilgerstätte: Das über der Stadt in den Bergen gelegene Kloster, das dem heiligen Antonius von Padua gewidmet ist, wird von Angehörigen verschiedener Religionen besucht. Seit dem Ende des von den Kommunisten verordneten Religionsverbots versammeln sich wieder zahlreiche Katholiken am 13. Juni beim Kloster. 

Kruja war ein Zentrum des Bektaschismus. Ein Heiligtum auf dem Mali i Krujës oberhalb der Stadt ist eine der mutmaßlichen Grabstätten Sari Saltiks. 

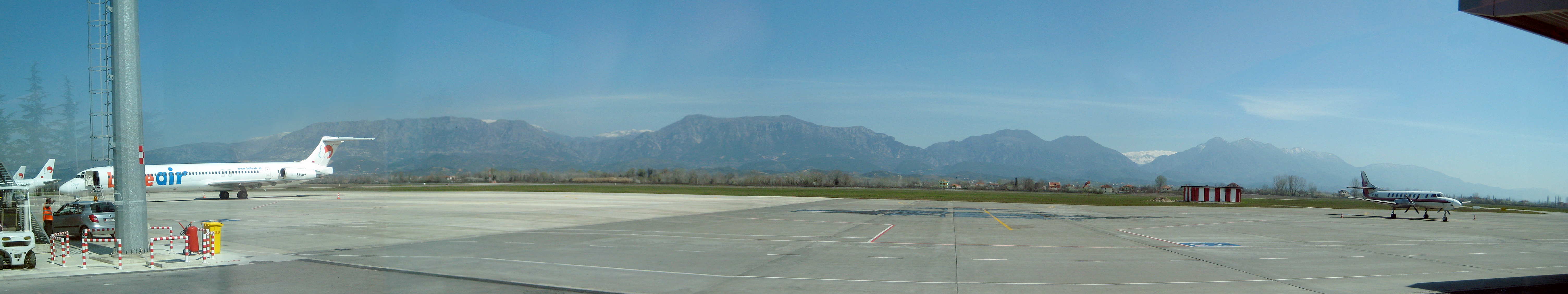
Blick in die Skanderbeg-Berge vom Flughafen Tirana